# Henry-Russell Hitchcock
Henry-Russell Hitchcock Jr. (ur. 3 czerwca 1903 w Bostonie, zm. 19 lutego 1987 w Nowym Jorku) – amerykański historyk architektury, muzealnik, krytyk i teoretyk architektury.
Hitchcock studiował historię sztuki na Harvardzie, gdzie rozpoczął współpracę z awangardowym periodykiem Hound & Horn. Wraz z kolegami ze studiów, m.in. historykiem sztuki Philipem Johnsonem i muzykologiem Virgilem Thomsonem przyczynił się do rozpropagowania sztuki nowoczesnej w Stanach Zjednoczonych. W 1924 roku zdobył tytuł bakałarza, a w 1927 roku – magistra (master). Zasłynął przede wszystkim jako współtwórca (wraz Johnsonem) terminu styl międzynarodowy (The International Style), był to zarazem tytuł nadany wystawie zorganizowanej w 1932 roku w MoMA po wspólnej podróży do Europy w 1930 roku. W późniejszych latach Henry-Russell Hitchcock wykładał na Uniwersytecie w Nowym Jorku i na Smith College, gdzie w latach 1947–1955 był dyrektorem muzeum (Smith College Museum of Art).
Spojrzenie Hitchcocka na współczesną architekturę wyróżniało go spośród innych krytyków, uważał bowiem, że jej rozwój jest przede wszystkim uwarunkowany przez działania kilku wybitnych jednostek, nie zaś przez warunki społeczne.

## Twórczość
- The International Style: Architecture since 1922, 1932 (z Philipem C. Johnsonem)
- The Architecture of H. H. Richardson and His Times, 1936
- In the Nature of Materials, 1942
- Architecture: Nineteenth and Twentieth Centuries, 1958
- Modern Architecture: Romanticism and Reintegration, 1972